# Glotzia centroptili
Glotzia centroptili är en svampart som beskrevs av M. Gauthier ex Manier & Lichtw. 1970. Glotzia centroptili ingår i släktet Glotzia och familjen Legeriomycetaceae.   Inga underarter finns listade i Catalogue of Life.